# Exekuce prodejem nemovité věci
Exekuce prodejem nemovité věci je jeden ze způsobů provedení exekuce, který spočívá v zablokování určité nemovité věci a jejím následném prodeji v dražbě. K exekuci nemovitosti dochází ve chvíli, kdy povinný (dlužník) nedokáže splácet své závazky vůči oprávněnému (věřiteli), pokud daná nemovitost patří přímo povinnému a zároveň jestliže jiné způsoby provedení exekuce nepostačují k vymožení dlužné částky. 

## České právo
V České republice může exekuci nemovitostí provádět pouze soudce, nebo soudní exekutor, kterého na návrh oprávněného pověří exekuční soud. Právní úprava je obsažena v ustanoveních § 335–337h občanského soudního řádu, resp. § 66–69 exekučního řádu. Při podání návrhu na exekuci je nutné disponovat tzv. exekučním titulem, opravňujícím věřitele požádat o zahájení exekučního řízení. Soudce vydává usnesení o nařízení výkonu rozhodnutí prodejem nemovité věci, soudní exekutor exekuční příkaz o provedení exekuce prodejem nemovité věci, jinak je celý proces v zásadě obdobný. Exekučně však nelze postihnout nemovitost, ve které má povinný místo trvalého pobytu a nepřesahuje-li zároveň vymáhaná pohledávka 30 000 Kč (ledaže jde o výživné, náhradu újmy na zdraví či způsobené trestným činem nebo pokud by to odporovalo dobrým mravům).
O exekuci je vždy vyrozuměn příslušný katastrální úřad a od okamžiku, kdy povinný obdrží příslušné usnesení nebo exekuční příkaz, nemůže s danou nemovitostí dále nakládat (tzv. speciální inhibitorium). Naopak musí sdělit, jaká práva na nemovité věci váznou, jinak odpovídá za způsobenou škodu. Poté je ustanoven znalec, který předmětnou věc ocení, což se následně projeví v usnesení o ceně. Jakmile ocenění nabyde právní moci, je vydána dražební vyhláška, ve které se mj. určí datum, čas a místo dražby (lze ji provést i elektronicky), nejnižší možné podání, výše jistoty, kterou je třeba před zahájením dražby nutné složit, případně jaká práva na dražené nemovitosti váznou a vydražením přesto nezaniknou. Dražit nemohou soudci, soudní exekutoři, zaměstnanci soudů či exekutorských úřadů, původní vydražitel, který nezaplatil své nejvyšší podání a díky němuž se proto dražba opakuje, a samozřejmě ani povinný nebo jeho manžel. Tomu, kdo nakonec učiní nejvyšší podání, je udělen příklep a stává se tak vydražitelem. Zaplatí-li následně toto své podání (je možné využít i úvěr) a nebude-li přeplacen předražitelem, stane se ke dni vydání usnesení o příklepu vlastníkem nemovité věci. K rozdělení získané částky mezi více přihlášených věřitelů se nařizuje jednání o rozvrhu rozdělované podstaty a vydává se rozvrhové usnesení.